# Conservatory of Flowers

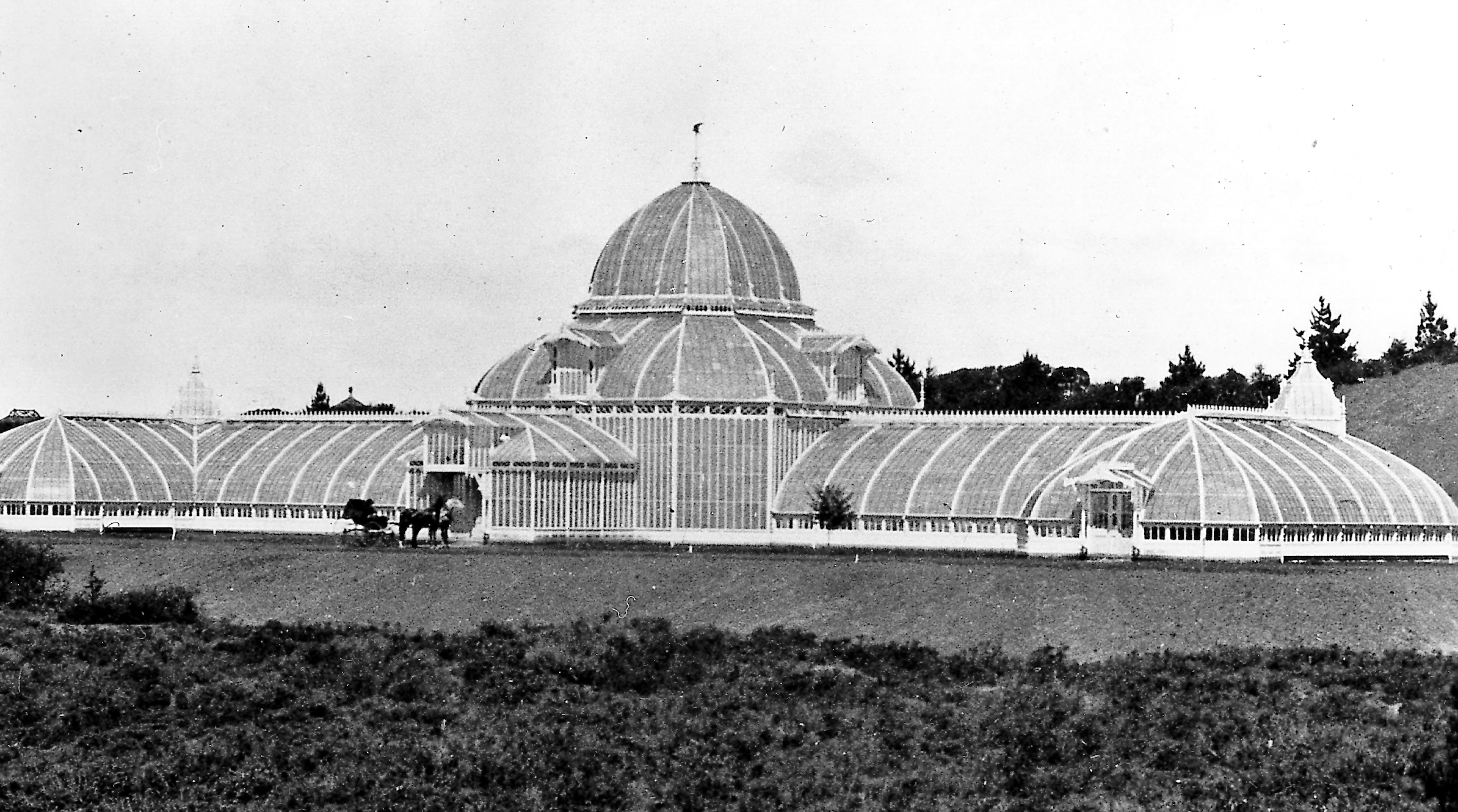
El Conservatorio, tal como aparecía en 1879, antes de que fuera reemplazado después del fuego de 1883.

El Conservatory of Flowers (que en español quiere decir, Invernadero de las Flores) es un gran invernadero botánico en el Golden Gate Park de San Francisco, construido en 1878. Alberga una importante colección de plantas exóticas. Es el edificio más viejo de Golden Gate Park y el invernadero municipal de madera más antiguo que queda en los Estados Unidos. Es también uno de los primeros invernaderos municipales construidos en el país. 
Por estas distinciones y por su bagaje histórico asociado, los méritos arquitectónicos, y de ingeniería, el «Conservatory of Flowers» fue incluido en el Registro Nacional de Lugares Históricos, en el California Register of Historic Places, y como un «San Francisco Landmark», siendo además considerado un «Historic Civil Engineering Landmark» de la «American Society of Civil Engineers».

## Descripción arquitectónica
El «Conservatory of Flowers», es un invernadero de arquitectura victoriana, con una bóveda central que se levanta casi 60 pies de alto y las alas arqueadas que extienden a partir de él con una longitud total de 240 pies. Se asienta elegantemente en la parte alta de una ladera que domina el «Conservatory Valley». Los miembros estructurales se articulan a través de cuatro arcos Tudor centrados. 
El «Conservatory of Flowers», consiste en un esqueleto estructural de madera con las paredes de cristal fijadas en unas guías levantadas de albañilería. La estructura entera tiene una forma de E que se orienta a lo largo de un eje este a oeste. El pabellón central tiene una altura de 60 pies, se accede a su interior por un vestíbulo acristalado con una azotea en el lado sur del pabellón. Flanqueando la Rotonda al este y al oeste con alas simétricas enmarcadas por los arcos de madera. Cada ala es en forma de L, con cúpulas adornando la intersección de los dos segmentos.
El pabellón octogonal apoya una azotea arqueada es decir, alternadamente, superado por el claristorio y la bóveda. El claristorio está apoyado por ocho hierros fundidos, libres, revestidos de madera, las columnas situados dentro de la Rotonda y agrupadas en pares. Proyectando de la azotea del pabellón en el este, el oeste, y las elevaciones del sur están las ventanas salientes con azoteas. 
La construcción de cada arco busca en su estética la simplicidad, pero también estructuralmente inteligente al utilizar al máximo las ventajas que proporciona utilizar a la madera como material de construcción mientras que supera sus defectos estructurales inherentes. Desde una perspectiva estructural, el diseño del arco utiliza las características mecánicas del material. La madera es más fuerte a lo largo de la longitud del grano y más débil a lo largo del grano del extremo. El uso de los componentes cortos del arco con los radios bajos redujo al mínimo la cantidad del grano más débil del extremo expuesto a las fuerzas estructurales. El montaje del arco con varios pedazos pequeños de madera, las formas de los cuales son idénticas de arco a arco, es eficiente. Permitió que el fabricante fijara las máquinas con las guías y las plantillas de modo que cortar los componentes del arco múltiple fuera una tarea simple. Además, el diseño requirió poco material puesto que cada componente individual del arco tiene solamente un radio bajo. Por otra parte, usando anchuras relativamente cortas de la madera de construcción, la posibilidad del combeo fue reducida al mínimo. Finalmente, había una eficacia observada en el transporte, pues el tamaño pequeño de los componentes del arco permitió que fueran almacenados y que se enviaran fácilmente.
Los arcos de madera de la estructura y su método de construcción, junto con la artesanía en madera decorativa y sus esmaltes traslapados únicos, definen el carácter del «Conservatory of Flowers». Los elementos más característicos que se asocian con el edificio, consisten en la artesanía en madera ornamental y estructural, incluyendo el método de fabricación usado para los arcos, el sistema de esmalte traslapado, el sistema de la ventilación, la ubicación del edificio y el ajardinamiento exterior. Una descripción y el historial arquitectónico del edificio explicado de forma extensiva, está situado en el «Conservatory of Flowers Complex in Golden Gate Park: Historic Structures Report», preparado por el «Recreation and Park Department of San Francisco» y realizado por el Architectural Resources Group en 1998. El historiador del proyecto fue M. Bridget Maley, mA, y el encargado principal era Bruce Judd, FAIA.

## Historia
El material para el invernadero fue comprado por James Lick antes de su muerte en 1876. Lick falleció antes de que se construyera el invernadero en su finca, y fue puesto en venta por sus administradores. El material entonces fue comprado por un grupo de gentes pudientes de San Francisco que se lo ofrecieron a la ciudad para su instalación y uso en el Golden Gate Park. La Comisión de parques aceptó el regalo y contrató a Lord & Burnham, una compañía de fabricación de invernaderos de Nueva York, para supervisar la erección de la estructura. Una vez abierto, contuvo una gran variedad de plantas tropicales y raras, incluyendo un lirio gigante del agua, Victoria regia, que era entonces el único espécimen conocido en los Estados Unidos.
El uso creciente del cristal y del hierro como los materiales de construcción también afectaron el desarrollo de los invernaderos. Las décadas que siguieron a la construcción del Crystal Palace en Londres, vieron el declive en el uso de las estructuras de madera para la construcción de invernaderos en los grandes invernaderos europeos. Muchos fabricantes habían encontrado que el calor húmedo necesario para propagar con éxito numerosas variedades de plantas destruían los componentes de las estructuras de madera en periodos de tiempo relativamente cortos.
James Lick hace construir su invernadero utilizando madera más bien que hierro, pues este era el modo de construcción común en las postrimerías del siglo XIX. El hecho de que la madera era abundante en el oeste es una razón fuerte por la que el «Conservatory of Flowers» fue construido de este material. Los invernaderos de hierro fundido no aparecen fabricados extensamente en Norteamérica hasta la década de 1880.
Durante su existencia el «Conservatory of Flowers», tuvo varios periodos de reparaciones, el primero en 1883, tras un incendio de la bóveda central. Unos pequeños daños tras el terremoto de 1906. Un segundo incendio en 1918 que dañó partes de la estructura. Ningunas reparaciones documentadas significativas al edificio ocurrieron, hasta después de la Segunda Guerra Mundial cuando ciertas porciones del trabajo de madera, incluyendo elementos estructurales, fueron substituidos. En 1959, las ventanas de madera en la base de las paredes esmaltadas en el perímetro del edificio eran infiltradas con paneles de cemento que fueron dispuestos para emparejar los perfiles de la construcción original. Entre 1964 y 65, fue reconstruido el claristorio de la bóveda central, donde las columnas, y los dinteles, en esta área fueron substituidas con maderas de secoya tratada a presión. Entre 1978 y 1982, las reparaciones importantes fueron realizadas en la artesanía en madera deteriorada. Las áreas que fueron reparadas durante este tiempo no traslaparon las reparaciones de los años 1960 al claristorio.

## Actualmente

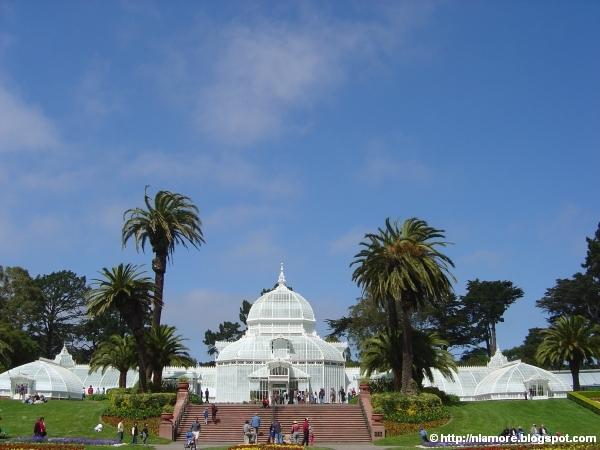
San Francisco Conservatory of Flowers, en el SF Botanical Garden.

Actualmente el «Conservatory of Flowers» alberga unas 1700 especies de plantas. Su colección de orquídeas de grandes altitudes, con más de 700 de las 1000 especies conocidas existentes, se encuentra catalogada como la mayor y más completa colección pública del mundo en la materia. En sus colecciones se incluyen otras plantas como:
- Tierras bajas de los Trópicos - incluyen balsa, bambú, banana, chocolate, árbol de la canela, café, taro, y vainilla, además de Dioon spinulosum, Philodendron speciosum, Phoenix roebelinii, y Zamia lindenii.
- Tierras altas de los Trópicos - orquídeas de grandes alturas (Pleurothallis) nativa de alturas medias de Centroamérica y Suramérica, además de las bromelias, Chusquea circinata, Dracula spp., Trichoceros parviflorus.
- Plantas acuáticas- Victoria amazonica, V. cruziana, etc.
- Plantas carnívoras-Nepenthes spp., Drosera ssp.
- Plantas en macetas - varias plantas en macetas que se exhiben en lechos florales.

En mayo de 2005, una especie de la flor del cadáver Amorphophallus titanum floreció, atrayendo a más de 16.000 visitantes. El invernadero también dio la bienvenida a su visitante 500,000 desde la reapertura. El objeto expuesto especial del verano '07 se llamó "Chomp!" y exhibe una variedad de plantas carnívoras, así como un modelo gigante de la planta « Venus atrapamoscas ».